# ت

ت‎(아랍어: ﺗﺎء, 타)는 아랍 문자의 세 번째 글자로, 음가는 무성 치경 파열음 /t/이다.
| 단어에서의 위치: | 독립형 | 어미형 | 어중형 | 어두형 |
| ---------------- | ------ | ------ | ------ | ------ |
| 문자 형태:       | ت‎      | ـت‎     | ـتـ‎    | تـ‎     |

## 타 마르부타
다른 형태로 ه와 비슷하게 생긴 ة‎(타 마르부따)가 있다. 타 마르부따는 명사 및 형용사 단어의 맨 마지막 문자로 표시되어 그 단어가 여성형임을 나타낸다. 타 마르부타는 단어의 변형 과정에서 본래의 ت‎로 바뀌기도 한다.
| 단어에서의 위치: | 독립형 | 어미형 | 어중형 | 어두형 |
| ---------------- | ------ | ------ | ------ | ------ |
| 문자 형태:       | ة‎      | ـة‎     | ـة‎     | ة‎      |